# 모슬러 오토모티브
모슬러 오토모티브(영어: Mosler Automotive)는 미국의 스포츠카 제조 회사로 당시 본사는 플로리다주 리비에라비치에 위치했다. 1985년에 워렌 모슬러가 컨실리어 인더스토리얼(영어: Consulier Industries)로 설립되었고, 1993년에 자동차 사업부를 매각이 되면서 모슬러 오토모티브로 사명이 변경되었다.
2013년에 로시온 오토모티브에 합병되면서 회사가 소멸되었고, 합병 이전에 모슬러 MT900 차량을 제작했다. 또한 유럽 공장의 경우 잉글랜드 콘월주 세인트아이브스에 위치 했으며, 미국의 영화 제작자이자 기업가인 조지 루카스가 모슬러 MT900S 모델을 도입했다.

## 과거에 생산했던 자동차

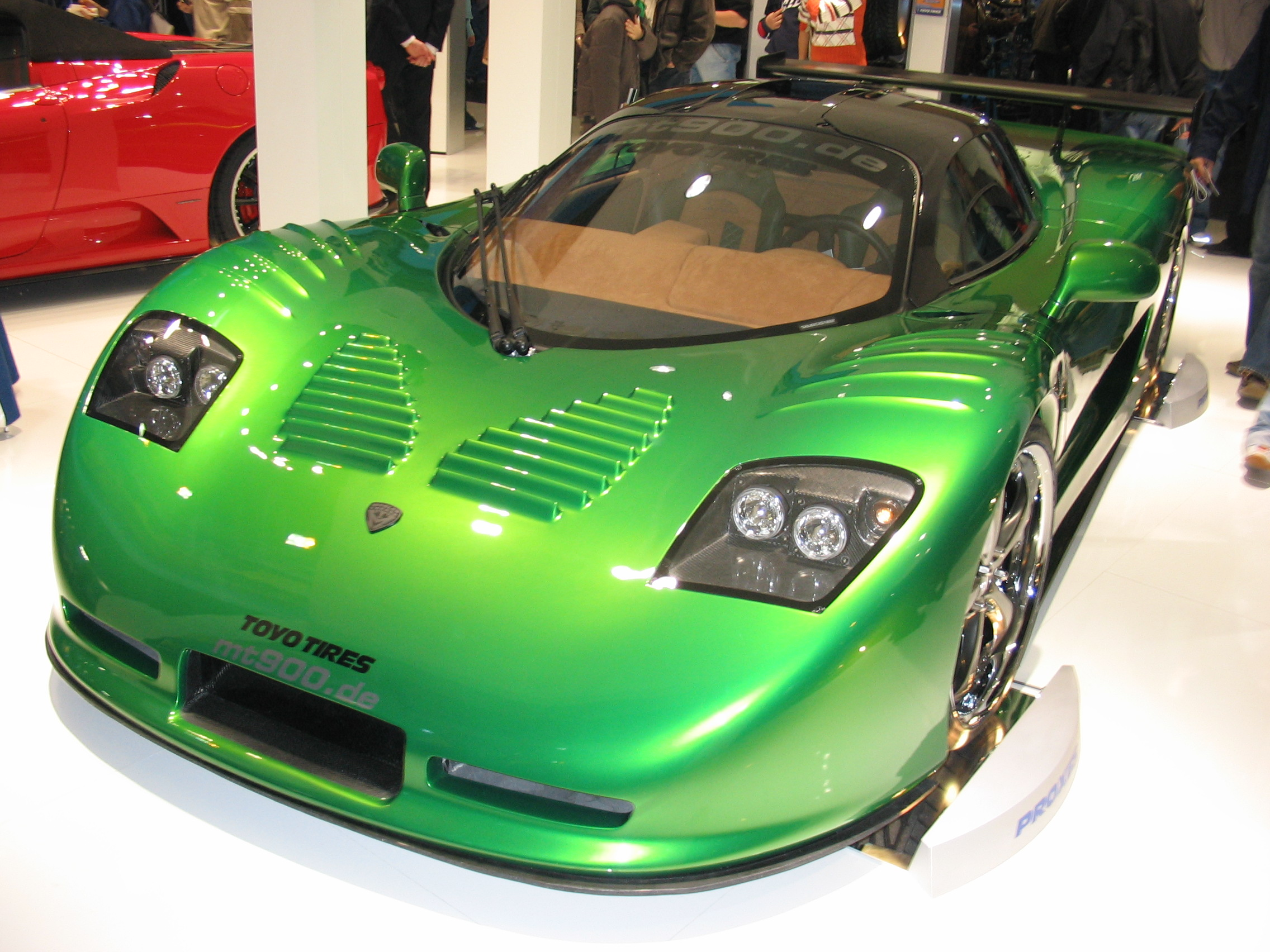
모슬러 MT900

- 컨실리어 GTP
  - 모슬러 인트루더
  - 모슬러 랩터
- J-10 스포츠
- 트윈스타
- MT900
  - MT900R
  - MT900S
  - MT900S 포턴
- 모슬러 GT300
- 모슬러 GT600
- 모슬러 랜드샤크